# Mount Read (Tasmanien)
Der Mount Read ist ein 1124 Meter hoher Berg im Westen des australischen Bundesstaates Tasmanien. Er liegt im Nordwesten der West Coast Range.
Wie am Mount Lyell gibt es auch am Mount Read seit über hundert Jahren Siedlungen und Bergwerke: Die wichtigste Gold- und Kupfererzadern in der West Coast Range kommen entlang der geologischen Formation der Mount-Read-Vulkane vor.

## Hercules Mine mit Förderanlage
Die Hercules Mine am Mount Read war durch eine 60 Zentimeter breite Schrägförderanlage mit der Siedlung Williamsford und dann mit der North Dundas Tramway verbunden. Die Förderanlage funktionierte automatisch, war 1600 Meter lang und überwand einen Höhenunterschied von 550 Meter. Die maximale Steigung lag bei 1:5.

## Huon-Steineiben
Trotz des umfangreichen Bergbaus und der menschlichen Aktivitäten an seinen Hängen besitzt der Mount Read einzigartige Stände von Huon-Steineiben (Lagarostrobos franklinii) an seinen Hängen.

## Wetterstation
Auf dem Mount Read wurde eine automatische Wetterstation des Bureau of Meteorology installiert, die oft recht extreme Wetterwerte liefert. Die hohen Werte für Regenfälle im Herbst 2006 sind gleichauf mit denen vom Lake Margaret vom 30. Juni 2006.

## Frühere Vergletscherung
Im Südosten des Mount Read, in der Tyndall Range, gibt es viele Zeichen früherer Vergletscherung, und Gletscherseen, wie den Lake Westwood, den Lake Selina und den Lake Julia.